# Đak Mang
Đak Mang (còn được viết là Dak Mang, Đăk Mang) là một xã thuộc huyện Hoài Ân, tỉnh Bình Định, Việt Nam.
Xã Đak Mang có diện tích 125,71 km², dân số năm 1999 là 893 người, mật độ dân số đạt 7 người/km².

## Hành chính
Xã Đak Mang được chia thành 4 làng: O6, O10, O11, T6.